# 坂爪圭吾
坂爪 圭吾（さかつめ けいご、1985年（昭和60年） - ）は、日本の旅人、作家を自称する。
住所は地球、仕事は生きること。新潟県新潟市出身。兄は日本の活動家の坂爪真吾。

## 略歴・人物
中学で授業中に完全自殺マニュアルを読むことで周囲の注目を集めようとし、15歳で不良に憧れて喫煙を始める。新潟県立新潟高等学校を卒業し、上京後2年で東京都立大学を中退する。
コンサルティング会社で働いたが、友人のクラブイベントに参加して朝まで遊んで語り、そのまま辞表を提出した。
20歳の頃にホストクラブでひと月ほど働いたが、女性が金銭にしか見えなくなって辞める。このときの源氏名は聖闘士星矢を好きだったことを思い出して「瞬」。
作曲活動を始めるが、椎間板ヘルニアと統合失調症を患い半年間寝たきりとなりジャムパンを過食して1か月で20キログラム太り、料理イベント good morning babies を始める。
神楽坂のシェアハウスで男性4人で生活しながらマグロ丼を移動販売し、渋谷東急でイベント店舗を出店。のちに経営破綻して住処を失った。
家賃26500円の教会に住み着くが、信仰心の欠如から半年後に追い出される。
2013年12月8日にブログ「いばや通信」を始める。
2014年バレンタインデーに当時交際中の彼女から家を追い出され、住所不定4回目となる。
住まいを持たずに旅人生活を続けるが、読者から家を与えられた横浜と熱海の住居を人々に解放している。
2014年夏、にいがたレポのライターを自称する。
2014年に日計1万アクセスで1記事累計30万アクセスとなり、イケダハヤトと乙武洋匡から連絡が届くなど知名度が上がる。日本や世界を渡り歩きトークイベントなどを行う。
2019年12月、2月に開始したバンドAgapeを解散し、「THE PRESENTS」を組んで2020年1月8日に渋谷『La.mama』でデビューライブを催すが、ツイッターのフォロワーは捨て台詞を残して去り激減した。
2020年3月21日にアクセス数1300万を超えたブログ「いばや通信」をまとめ、書籍『やりたいことをやるために、好きなものを好きだというために、僕らは生まれてきたんだ』を株式会社KADOKAWAから出版する。
2021年7月に熱海の家屋が、土砂崩れで周囲が泥まみれになり近くの道が流失した。
2022年1月に、他人がやりたいことを一緒に行い過去の決別に同伴する企画「おさらばダディ」を所持金1万円以下で始める。

## 著作
- 『やりたいことをやるためだけに、好きなものを好きだというために、僕らは生まれてきたんだ』KADOKAWA、2020年。ISBN 9784046047670。